# Spilosoma amelaina
Spilosoma amelaina är en fjärilsart som beskrevs av Dyar 1893. Spilosoma amelaina ingår i släktet Spilosoma och familjen björnspinnare. Inga underarter finns listade i Catalogue of Life.